# Campeonato Baiano Intermunicipal de Futebol

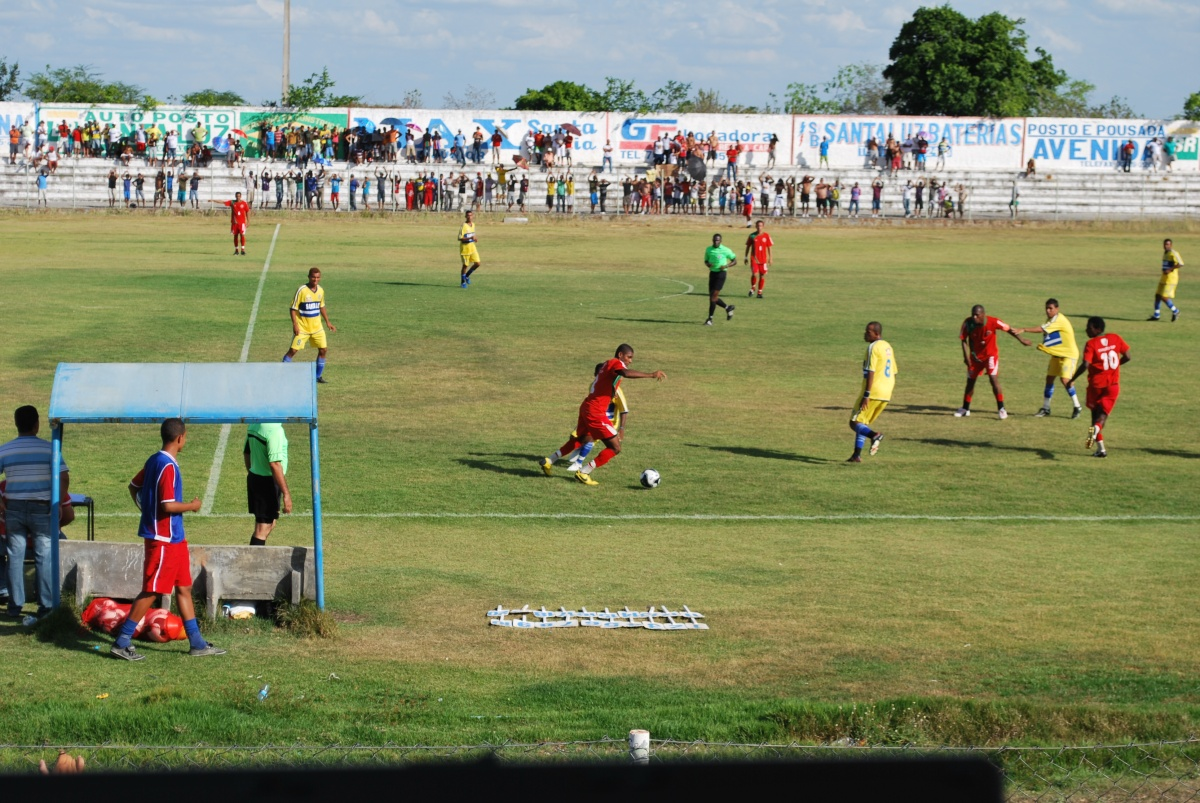
Partida entre as seleções municipais de Santaluz e Porto Seguro pelo Intermunicipal de 2010 em Santaluz, no estádio Nilson Rocha Bispo.

O Campeonato Baiano Intermunicipal de Futebol é uma competição brasileira amadora de futebol realizada na Bahia com equipes de municípios do interior do estado. Disputada desde 1946. É organizada pela Federação Bahiana de Futebol. No período de 1948 a 1956 o campeonato não foi disputado.
As maiores vencedoras da história do campeonato são as cidades de Itabuna e Cachoeira, com oito títulos cada. Santo Amaro e Itamaraju são as segundas maiores vencedoras, com cinco títulos cada, e as terceiras maiores vencedoras, com quatro títulos cada, são Conceição do Coité e Ilhéus, sendo esta última a primeira cidade a vencer o campeonato. 
A maior vice-campeã do campeonato é a cidade de Euclides da Cunha, tendo disputado e perdido três finais.
Marcada por fortes rivalidades entre determinadas cidades, a competição ocasionalmente revela bons futebolistas, a exemplo de Edílson "Capetinha", Liédson, Charles Fabian, Bobô.
O Campeonato Baiano Intermunicipal de Futebol é transmitido pela TVE-BA, FBF TV e outras emissoras de TV, Rádio e Internet como acontece em outros lugares no Brasil.

## Lista de campeões
| Ano       | Campeão                | Vice-campeão           |
| --------- | ---------------------- | ---------------------- |
| 1946      | Ilhéus                 |                        |
| 1947      | Santo Amaro            |                        |
| 1948–1956 | Não disputado          | Não disputado          |
| 1957      | Santo Amaro            |                        |
| 1958      | Itabuna                |                        |
| 1959      | Itabuna                |                        |
| 1960      | Itabuna                |                        |
| 1961      | Itabuna                |                        |
| 1962      | Itabuna                |                        |
| 1963      | Itabuna                |                        |
| 1964      | Itabuna                |                        |
| 1965      | Itabuna                |                        |
| 1966      | Ilhéus                 |                        |
| 1967      | Cachoeira              | Jequié                 |
| 1968      | Cachoeira              | Miguel Calmon          |
| 1969      | Jequié                 | Cachoeira              |
| 1970      | Cachoeira              | São Félix              |
| 1971      | Cachoeira              | Feira de Santana       |
| 1972      | Ipiaú                  | Cachoeira              |
| 1973      | Feira de Santana       | Camaçari               |
| 1974      | Camaçari               | Feira de Santana       |
| 1975      | Cachoeira              | Ibicaraí               |
| 1976      | Feira de Santana       | Lauro de Freitas       |
| 1977      | Ipiaú                  | São Félix              |
| 1978      | Feira de Santana       | Ipiaú                  |
| 1979      | Vitória da Conquista   | Serrinha               |
| 1980      | Ilhéus                 | Senhor do Bonfim       |
| 1981      | Ibicaraí               | São Sebastião do Passé |
| 1982      | Serrinha               | Ilhéus                 |
| 1983      | Jequié                 | Feira de Santana       |
| 1984      | Vitória da Conquista   | Senhor do Bonfim       |
| 1985      | Paulo Afonso           | São Félix              |
| 1986      | Ilhéus                 | Paulo Afonso           |
| 1987      | Itajuípe               | Santo Amaro            |
| 1988      | Serrinha               | Itajuípe               |
| 1989      | São Sebastião do Passé | Buerarema              |
| 1990      | Maracás                | Paulo Afonso           |
| 1991      | Santo Amaro            | Itajuípe               |
| 1992      | Santo Amaro            | Itajuípe               |
| 1993      | Cachoeira              | Santo Amaro            |
| 1994      | Alagoinhas             | Coaraci                |
| 1995      | Itapetinga             | Tucano                 |
| 1996      | Itapetinga             | Muritiba               |
| 1997      | Vera Cruz              | Serrinha               |
| 1998      | Ipiaú                  | Conceição do Coité     |
| 1999      | Cachoeira              | Valença                |
| 2000      | Madre de Deus          | Uruçuca                |
| 2001      | Coaraci                | Santo Amaro            |
| 2002      | Itamaraju              | Euclides da Cunha      |
| 2003      | São Félix              | Euclides da Cunha      |
| 2004      | Itamaraju              | Cachoeira              |
| 2005      | Conceição do Coité     | Pojuca                 |
| 2006      | Conceição do Coité     | Pojuca                 |
| 2007      | Conceição do Coité     | Porto Seguro           |
| 2008      | Conceição do Coité     | Cachoeira              |
| 2009      | Serrinha               | São Francisco do Conde |
| 2010      | Porto Seguro           | Conceição do Coité     |
| 2011      | São Francisco do Conde | Santaluz               |
| 2012      | São Francisco do Conde | Coaraci                |
| 2013      | Itajuípe               | Porto Seguro           |
| 2014      | Cachoeira              | Santaluz               |
| 2015      | Santo Amaro            | Uruçuca                |
| 2016      | Itaberaba              | Itabela                |
| 2017      | Eunápolis              | Euclides da Cunha      |
| 2018      | Itamaraju              | Itapetinga             |
| 2019      | Itamaraju              | Itapetinga             |
| 2020–2021 | Não disputado          | Não disputado          |
| 2022      | Quijingue              | Itajuípe               |
| 2023      | Itamaraju              | Porto Seguro           |
| 2024      | Castro Alves           | Crisópolis             |

### Títulos por município
| Equipe                 | Títulos | Vices | Último título | Aproveitamento nas finais |
| ---------------------- | ------- | ----- | ------------- | ------------------------- |
| Cachoeira              | 8       | 4     | 2014          | 66,67%                    |
| Itabuna                | 8       | 0     | 1965          | 100%                      |
| Santo Amaro            | 5       | 3     | 2015          | 62,5%                     |
| Itamaraju              | 5       | 0     | 2023          | 100%                      |
| Conceição do Coité     | 4       | 2     | 2008          | 66,67%                    |
| Ilhéus                 | 4       | 1     | 1986          | 80%                       |
| Feira de Santana       | 3       | 3     | 1978          | 50%                       |
| Serrinha               | 3       | 2     | 2009          | 60%                       |
| Ipiaú                  | 3       | 1     | 1998          | 75%                       |
| Itajuípe               | 2       | 3     | 2013          | 40%                       |
| Itapetinga             | 2       | 2     | 1996          | 50%                       |
| Jequié                 | 2       | 1     | 1966          | 66,67%                    |
| São Francisco do Conde | 2       | 1     | 2012          | 66,67%                    |
| Vitória da Conquista   | 2       | 0     | 1984          | 100%                      |
| Porto Seguro           | 1       | 3     | 2010          | 25%                       |
| Ibicaraí               | 1       | 2     | 1981          | 33,33%                    |
| Paulo Afonso           | 1       | 2     | 1985          | 33,33%                    |
| Coaraci                | 1       | 2     | 2001          | 33,33%                    |
| São Félix              | 1       | 2     | 2003          | 33,33%                    |
| Camaçari               | 1       | 1     | 1974          | 50%                       |
| São Sebastião do Passé | 1       | 1     | 1989          | 50%                       |
| Maracás                | 1       | 0     | 1990          | 100%                      |
| Alagoinhas             | 1       | 0     | 1994          | 100%                      |
| Vera Cruz              | 1       | 0     | 1997          | 100%                      |
| Madre de Deus          | 1       | 0     | 2000          | 100%                      |
| Itaberaba              | 1       | 0     | 2016          | 100%                      |
| Eunápolis              | 1       | 0     | 2017          | 100%                      |
| Quijingue              | 1       | 0     | 2022          | 100%                      |
| Castro Alves           | 1       | 0     | 2024          | 100%                      |
| Euclides da Cunha      | 0       | 3     | —             | 0%                        |
| Pojuca                 | 0       | 2     | —             | 0%                        |
| Senhor do Bonfim       | 0       | 2     | —             | 0%                        |
| Santaluz               | 0       | 2     | —             | 0%                        |
| Uruçuca                | 0       | 2     | —             | 0%                        |
| Buerarema              | 0       | 1     | —             | 0%                        |
| Crisópolis             | 0       | 1     | —             | 0%                        |
| Itabela                | 0       | 1     | —             | 0%                        |
| Lauro de Freitas       | 0       | 1     | —             | 0%                        |
| Miguel Calmon          | 0       | 1     | —             | 0%                        |
| Muritiba               | 0       | 1     | —             | 0%                        |
| Tucano                 | 0       | 1     | —             | 0%                        |
| Valença                | 0       | 1     | —             | 0%                        |